# Santa Cruz Tezontepec
Santa Cruz Tezontepec är en ort i kommunen Ocuilan i delstaten Mexiko i Mexiko. Samhället hade 2 234 invånare vid folkräkningen år 2020, och var kommunens näst folkrikaste.